# Bombenangriff auf Kassa am 26. Juni 1941
Der Bombenangriff auf Kassa am 26. Juni 1941 fand in der damals zum Königreich Ungarn gehörenden Stadt Kassa (dt. Kaschau; heute Košice, Slowakei) statt. Bis heute ist nicht eindeutig geklärt, wer den Angriff durchführte. Da die Rote Armee als Urheber vermutet wurde, erklärte Ungarn der Sowjetunion am darauffolgenden Tag den Krieg.

## Ablauf
Am 26. Juni 1941, vier Tage nach dem deutschen Überfall auf die Sowjetunion, bombardierten drei nicht identifizierte Flugzeuge die Stadt Kassa, töteten und verwundeten über ein Dutzend Zivilisten und beschädigten zahlreiche Gebäude, darunter das örtliche Post- und Telegrafenamt (⊙).
Nur Stunden nach dem Angriff arbeitete die Ungarische Regierung ohne gründlichere Untersuchungen eine Kriegserklärung an die Sowjetunion aus, die am Folgetag in Kraft trat. Russland hatte kein Interesse an einem ungarischen Kriegseintritt und an einem absichtlichen Angriff auf Ungarn. Warum von ungarischer Seite kein Versuch zu einer diplomatischen Klärung des Zwischenfalls unternommen wurde, ist unverständlich.
Das Untersuchungskomitee der Ungarischen Armee vor Ort nahm an, dass die Angreifer Sowjets waren, dennoch konnte ihre Identität nicht geklärt werden.

## Theorien

### Deutscher Angriff
Sowjetische Historiker bevorzugen die These, dass der Angriff ein deutscher unter Falscher Flagge war, um Ungarn zu einer Kriegserklärung gegen die Sowjetunion zu bewegen. Dazu wären Flugzeuge der Sowjetunion verwendet worden, die auf eroberten sowjetischen Flugplätzen zurückgelassen worden waren.
Hauptmann Ádám Krúdy, der Kommandeur des ungarischen Militärflugplatzes in Kassa, identifizierte die Angreifer in seinem offiziellen Bericht als deutsche Heinkel-He-111-Bomber, musste aber darüber auf Anweisung Stillschweigen bewahren.
Gegen diese These spricht, dass deutsche Bomber keine Bombenschächte hatten, die sowjetische Bomben aufnehmen konnten. Laut Dreisziger scheint es, „als seien die Bomben, mit denen Kassa bombardiert wurde, 100 kg schwer gewesen, während die Standardbewaffnung der Luftwaffe aus 50- und 250-kg-Bomben bestand.“
Während der Nürnberger Prozesse brachte die Sowjetunion eine Erklärung hervor, die angeblich vom ungarischen Generalmajor István Újszászy verfasst worden ist. Laut dieser Erklärung wurde „der Kassa-'Plan' von deutschen und ungarischen Offizieren ausgebrütet und von 'Deutschen Flugzeugen mit russischen Hoheitszeichen'“ durchgeführt. Diese Theorie wurde von Újszászy aufgestellt, da sich seiner Meinung nach bestimmte Offiziere nach der Bombardierung auffällig verhielten. Die Verlässlichkeit dieser Erklärung wird als gering eingeschätzt, da sie sich nur auf seine Einschätzung beruhte, die möglicherweise unter Zwang zustande kam.
In seinen Memoiren schrieb Miklós Horthy, Ungarns Staatsoberhaupt 1920–1944, dass Ungarns Kriegseintritt in den Zweiten Weltkrieg von deutschen Piloten mit einer gestellten Bombardierung provoziert wurde. Er verdächtigte auch General Henrik Werth, den ungarischen Generalstabschef, Teil dieser Verschwörung gewesen zu sein.

### Sowjetischer Angriff
1942 meldete ein ungarischer Offizier, der in einem Haus in der besetzten Sowjetunion wohnte, dass der frühere Bewohner des Hauses, Andrej Andele, ein tschechischer Pilot der sowjetischen Luftstreitkräfte, offen seine Mitwirkung an der Bombardierung Kassas angab. Diese Theorie wurde jedoch verworfen.
Ein weiterer Faktor ist der Zeitplan des Angriffs. Das westlichste Viertel Kassas wurde kurz nach 13 Uhr angegriffen. Laut den Aussagen der Sowjets in Nürnberg wurde das östlichste Viertel gegen 12.30 Uhr bombardiert. Dies beweist, dass der Angriff aus dem Osten - von der Sowjetunion - und nicht von Westen - von der Slowakei aus - kam.
Laut den Historikern Iván Pataki, László Rozsos und Gyula Sárhidai, haben sowjetische Flugzeuge die Stadt aus Versehen angegriffen während sie eigentlich eine Deutsche Radiostation in Prešov, etwa 30 Kilometer nördlich von Kassa, im Slowakischen Staat, bombardieren wollten, mit dem die Sowjetunion bereits Krieg führte. Alle drei Bomber visierten das Post- und Telegrafenamt mit seiner großen Antenne auf dem Dach an. Eine der 29 abgeworfenen Bomben landete jedoch außerhalb der Stadt und explodierte nicht. Sie wurde geborgen und es stellte sich heraus, dass es sich um eine sowjetische 105-kg-Bombe handelte. Laut dieser Erkenntnis müsste Hauptmann Ádám Krúdy die drei Bomber fälschlicherweise als deutsche He 111 identifiziert haben.